# Johanna Bergenstråhle
Johanna Maria Victoria Bergenstråhle, född 14 april 1972 i Gustav Vasa församling i Stockholm, är en svensk filmproducent. Hon är dotter till regissören Johan Bergenstråhle och konstnären Marie-Louise Ekman.

## Filmografi
- 2005 – Loranga, Masarin & Dartanjang
- 2006 – Quinze
- 2008 – Mamma Mu & Kråkan
- 2010 – Hotell Gyllene Knorren (TV-serie)
- 2010 – Ingen bor i skogen
- 2010 – Hotell Gyllene Knorren – Filmen
- 2012 – Kvarteret Skatan reser till Laholm
- 2013 – Lasse-Majas detektivbyrå – von Broms hemlighet
- 2014 – Lasse-Majas detektivbyrå – Skuggor över Valleby
- 2015 – Welcome to Sweden (TV-serie)
- 2015 – Lasse-Majas detektivbyrå – Stella Nostra
- 2018 – Gråzon (TV-serie)
- 2021 – Bamse och vulkanön
- 2022 – Andra akten